# 제1강하기갑사단 헤르만 괴링
제1강하기갑사단 헤르만 괴링(독일어: Fallschirm-Panzer-Division 1. Hermann Göring)은 제2차 세계 대전 당시 루프트바페의 정예 기갑사단이다. HG 사단은 북아프리카, 시칠리아, 동부전선에서 종군했다.
본래 1933년에 당시 상급돌격대지도자였던 헤르만 괴링이 향토경찰집단(Landespolizeigruppe)이라는 이름의 대대급 부대로 창설했다. 시간이 지남에 따라 점점 연대급, 여단급, 사단급까지 크기가 불어났다. 1944년에는 제2강하기갑척탄병사단 헤르만 괴링과 합쳐서 기갑군단을 형성했다.
HG 기갑군단은 1945년 5월 8일 드레스덴에서 소련 붉은 군대에게 항복했다.